# Žabovřesky nad Ohří
Žabovřesky nad Ohří är en ort i Tjeckien.   Den ligger i regionen Ústí nad Labem, i den nordvästra delen av landet, 40 km nordväst om huvudstaden Prag. Žabovřesky nad Ohří ligger 165 meter över havet och antalet invånare är 220.
Terrängen runt Žabovřesky nad Ohří är huvudsakligen platt. Žabovřesky nad Ohří ligger nere i en dal. Runt Žabovřesky nad Ohří är det ganska glesbefolkat, med 35 invånare per kvadratkilometer. Närmaste större samhälle är Litoměřice, 13,7 km norr om Žabovřesky nad Ohří. Trakten runt Žabovřesky nad Ohří består till största delen av jordbruksmark.